# ヴァンヴィテッリ駅
ヴァンヴィテッリ駅 (Stazione di Vanvitelli)は、ナポリ地下鉄 Linea 1 の駅の一つで、ヴォーメロ区のヴァンヴィテッリ広場に設置されている。
ミケーレ・カポビアンキの計画により建設され1993年に開業し、建築家ミケーレ・カポビアンコとその息子ロレンツォ・カポビアンコがアキッレ・ボニート・オリーヴァの芸術的な助言を得てより根本的な直接修復が行われた。
ヴァンヴィテッリ広場の四隅に出入口があり、他にもケーブルカーのキアイア線と中央線の駅に直結した地下道がある。
ホームに降りるには階段とエスカレータを持つ2通路がありすぐに出口に直結するのは一通路だけである。
またエレベーターも利用できる。